# Betty Creek Indian Reserve 18
Betty Creek Indian Reserve 18 är ett reservat i Kanada.   Det ligger i provinsen British Columbia, i den sydvästra delen av landet, 3 600 km väster om huvudstaden Ottawa.
I omgivningarna runt Betty Creek Indian Reserve 18 växer i huvudsak barrskog. Trakten runt Betty Creek Indian Reserve 18 är nära nog obefolkad, med mindre än två invånare per kvadratkilometer.